# 4-formilbenzenesulfonato deidrogenasi
La 4-formilbenzenesolfonato deidrogenasi è un enzima appartenente alla classe delle ossidoreduttasi, che catalizza la seguente reazione:
4-formilbenzenesolfonato + NAD+ + H2O ⇄ 4-solfobenzoato + NADH + 2 H+
L'enzima è coinvolto nella via di degradazione del toluene-4-solfonato.